# Juan de Grijalva

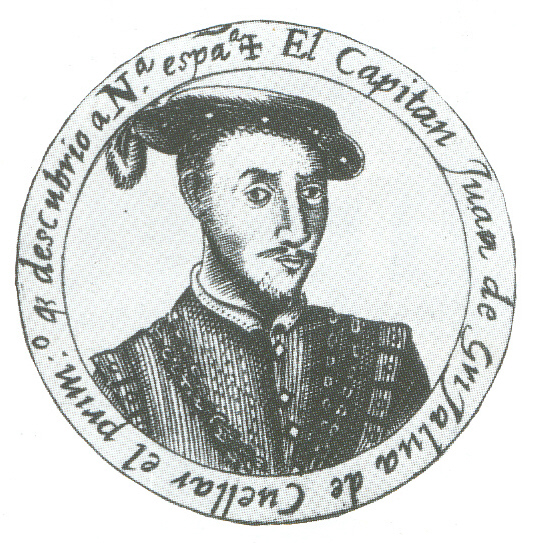

Juan de Grijalva (sinh vào khoảng năm 1489 tại Cuéllar - mất ngày 21 tháng Giêng, 1527) là một nhà thám hiểm Tây Ban Nha. Có nhiều người cho rằng ông xuất thân cùng gia tộc với Diego Velázquez.
Ông đã đến Hispaniola vào năm 1508 và Cuba năm 1511.
Ông là một trong những người đầu tiên thám hiểm bờ biển México. Ông rời Cuba với bốn chiếc tàu vào tháng 4 năm 1518. Dựa theo Hernán Cortés, 170 người đã ra đi theo ông, nhưng theo Pedro Mártir, có đến 300 người.
Thuyền trưởng là Antón de Alaminos, các phụ lái khác là Juan Álverez (còn được biết đến như là el Manquillo), Pedro Camacho de Triana, and Grijalva.
Những thành viên khác gồm có Francisco de Montejo, Pedro de Alvarado, Juan Díaz, Francisco Peñalosa, Alonso de Ávila, Alonso Hernández, Julianillo, Melchorejo, Antonio Villafaña.
Sau khi đi vòng quanh mũi đất Guaniguanico ở Cuba, ông đã cho tàu chạy dọc theo bờ biển Mexican và đến vùng Tabasco phía Nam México vào ngày 1 tháng Năm. Sông Grijalva (México) được đặt theo tên ông. Bernal Díaz del Castillo đã viết về chuyến du lịch của Juan de Grijalva trong sách của ông.
Ông mất năm 1527 tại Nicaragua.